# Contagion (2011)
Contagion is een Amerikaanse thriller uit 2011 van Steven Soderbergh.

## Verhaal
Een dodelijk virus verspreidt zich door aanraking. Terwijl de epidemie zich in een razende vaart verspreidt trachten enkele topmedici in een race tegen de tijd een remedie te vinden. De paniek verspreidt zich sneller dan het virus en de strijd om het te overleven wordt moeilijker en moeilijker in een uiteenvallende samenleving.

## Rolverdeling
- Marion Cotillard - Dr. Leonora Orantes
- Matt Damon - Mitch Emhoff
- Laurence Fishburne - Dr. Ellis Cheever
- Jude Law - Alan Krumwiede
- Gwyneth Paltrow - Elizabeth Emhoff
- Kate Winslet - Dr. Erin Mears
- Bryan Cranston - admiraal Lyle Haggerty
- Jennifer Ehle - Dr. Ally Hextall
- Elliott Gould - Dr. Ian Sussman
- Chin Han - Sun Feng
- John Hawkes - Roger
- Anna Jacoby-Heron - Jory Emhoff
- Josie Ho - zus van Li Fai
- Sanaa Lathan - Aubrey Cheever
- Demetri Martin - Dr. David Eisenberg
- Armin Rhode - Damian Leopold
- Enrico Colantoni - Dennis French
- Larry Clarke - Dave
- Monique Gabriela Curnen - Lorraine Vasquez
- Amr Waked - Rafik
- Daria Strokous - Irina
- Griffin Kane - Clark Morrow